# デニス・リッチー
デニス・マカリスター・リッチー（Dennis MacAlistair Ritchie、1941年9月9日 - 2011年10月12日）は、アメリカ合衆国の計算機科学者。
コンピュータ言語のC言語を開発し、ケン・トンプソンと共にオペレーティングシステム（OS）であるUNIX、Multicsなどの開発者として知られる。2007年に引退するまで、ルーセント・テクノロジーズのシステムソフトウェア研究部門を指揮していた。技術的なコミュニティの中では、彼を指して "dmr"（ベル研究所におけるアカウント名）と呼ぶことがある。

## 若年期
1941年9月9日、ニューヨーク州ブロンクスビルに生まれる。父親のアリステア・E・リッチーはベル研究所の研究者で、スイッチング回路理論に関する共著書 The Design of Switching Circuits がある。子どものころ家族に連れられニュージャージー州サミットに移り、サミットの高校に進学した。

## 経歴
ハーバード大学で物理学と応用数学の学位を得た後、1967年、ベル研究所の計算機科学研究センターに勤務を始める。その後1968年ハーバード大学でパトリック・C・フィッシャーの指導により、計算機科学の博士号を取得した。博士論文のテーマは "Program Structure and Computational Complexity"（プログラム構造と計算複雑性）であった。

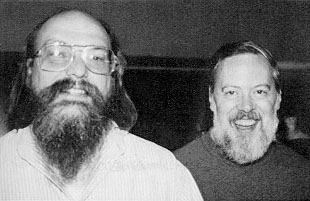
ケン・トンプソン（左）とデニス・リッチー（右）

1969年ごろ、リッチーはケン・トンプソンと共に、ベル研究所で放置の状態にあったPDP-7上で独自のオペレーティングシステムを作り始める。これが後にUNIXと呼ばれるOSの原型となった。UNIXは1969年に原型が出来上がり、1971年に PDP-11/20 に移植された。このUNIX上で動作するアプリケーションを作るために、トンプソンによってB言語が開発され、リッチーがこれにデータ型と新しい文法等を追加しC言語が出来上がった。当初はアプリケーションを作成するために作られたC言語であったが、
1973年に、それまでアセンブリ言語で書かれていたUNIXをC言語で書き換えることに応用され、実際に移植は成功した。この頃のUNIXは文書マシンとして使われており、主にベル研究所の特許事務に用いられていた。
当初はPDP-11のアーキテクチャーに依存する側面が大きかったUNIXとC言語であったが、徐々にPDP-11への依存性を減少させていき、1978年にDEC製以外のコンピュータへのUNIXの移植に成功した。
C言語の開発は、リッチーのUNIXへの最大の貢献のうちの一つである。
1983年、UNIX開発の功績により、ケン・トンプソンと共にチューリング賞を受賞している。21世紀初頭現在でさえ、C言語は組み込みシステムからスーパーコンピュータまであらゆるタイプのプラットフォーム上で用いられており、彼の業績は非常に大きい。
晩年は、引き続きベル研究所にて、1995年に発表されたオープンソース版の分散システム用オペレーティングシステムであるPlan 9や、1996年に公表された分散システム用オペレーティングシステムの Inferno とその言語 Limbo の開発に携わった。

## 受賞歴

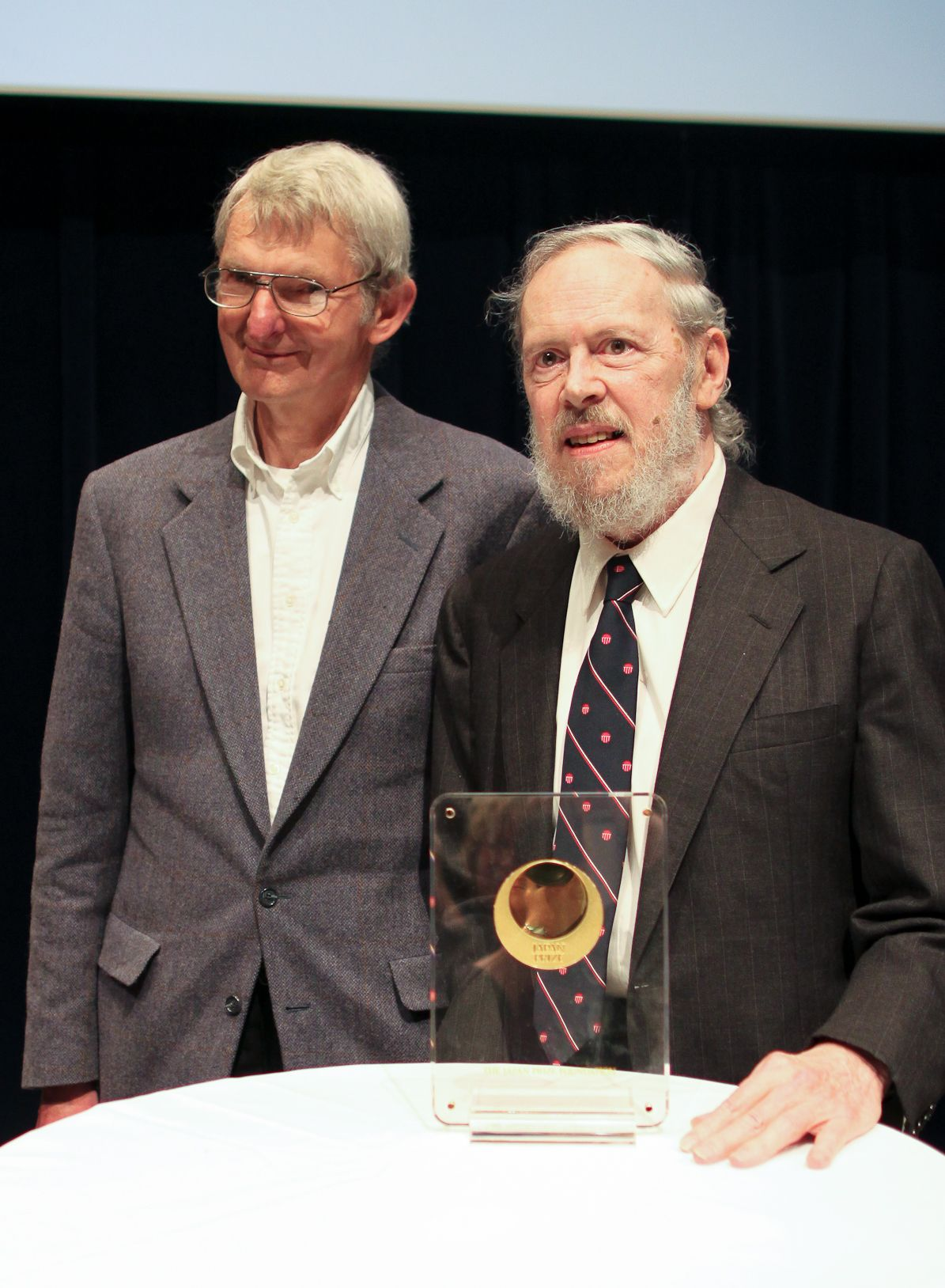
日本国際賞を受賞するリッチー（右）（2011年、ニュージャージー州マレーヒルのベル研究所本部にて）。

1983年、ケン・トンプソンと共にチューリング賞を受賞。受賞理由は「汎用オペレーティングシステム理論の発展への貢献、特にUNIXオペレーティングシステムの実装への貢献に対して」 (英文："for their development of generic operating systems theory and specifically for the implementation of the UNIX operating system") 。リッチーの受賞講演の演題は"Reflections on Software Research"。1990年、ケン・トンプソンと共にIEEEよりIEEEハミングメダルを受賞。受賞理由は「UNIXオペレーティングシステムとC言語の開発」（英文："for the origination of the UNIX operating system and the C programming language"）。
1997年、トンプソンと共にコンピュータ歴史博物館フェローに選ばれた。選定理由は「UNIXオペレーティングシステムの共同開発とC言語の開発を称えて」。
1999年4月21日、ケン・トンプソンと共にビル・クリントン大統領より1998年アメリカ国家技術賞を受賞。 受賞理由は「UNIXオペレーティングシステムとC言語を共同開発し、コンピュータハードウェア、ソフトウェア、ネットワークシステムに多大な発展をもたらし、全産業の成長を刺激し、これにより情報時代におけるアメリカのリーダーシップを拡大したこと」（英文："for co-inventing the UNIX operating system and the C programming language which together have led to enormous advances in computer hardware, software, and networking systems and stimulated growth of an entire industry, thereby enhancing American leadership in the Information Age"）。
2005年、Industrial Research Institute がUNIX開発による科学技術および社会への貢献を称えて Achievement Award を授与した。
2011年、ケン・トンプソンと共に日本国際賞を受賞。受賞理由は「UNIXオペレーティングシステムの開発」（英文："for the pioneering work in the development of Unix operating system"）。2019年全米発明家殿堂選出。

## 死と後世への影響
2011年10月12日、1人住まいのニュージャージー州バークレーハイツの自宅で亡くなっているのが発見された。70歳没。死去の第一報は、以前の同僚であり現在はGoogleに勤務するロブ・パイクによってGoogle+上で発表された。彼は長い闘病（前立腺癌と心血管疾患）の末に、亡くなったという。その死はスティーブ・ジョブズの訃報の約1週間後だったが、ジョブズほど大きく報道されることはなかった。コンピュータの歴史家 Paul E. Ceruzzi はリッチーの死について「リッチーはレーダーの下にいた。彼は有名人というわけでは全くないが、…あなたが顕微鏡でコンピュータの中を見ることができたなら、彼の仕事をあらゆる箇所で見つけるだろう」と述べている。
リッチーの死後間もなく行われたインタビューで長年の同僚だったブライアン・カーニハンは、リッチーはC言語がこれほど重要なものになるとは全く思っていなかったと述べている。カーニハンは、CとUNIXがiPhoneなどの後世の重要プロジェクトでいかに大きな役割を果たしたかを述べている。
他にもリッチーの後世への影響について、様々なことが言われている。
Fedora 16 というLinuxディストリビューションはリッチーの死後1カ月ほどでリリースされており、リッチーへの献辞が添えられていた。2012年1月12日にリリースされた FreeBSD 9.0 にもリッチーへの献辞が添えられている。

## 主な著書
- Unix Programmer's Manual （1971年）
- プログラミング言語C - The C Programming Language ("K&R") （1978年、共著: ブライアン・カーニハン、日本語訳: 石田晴久）